# Tiruchirapalli (dystrykt)

Dystrykt Tiruchirapalli na mapie stanu Tamilnadu

Tiruchirapalli – jeden z dystryktów stanu Tamilnadu (Indie). Od północy graniczy z dystryktem Salem, od północnego wschodu z dystryktem Perambalur, od wschodu z dystryktami Ariyalur i Thanjavur, od południowego wschodu z dystryktem Pudukkottai, od południa z dystryktami Sivaganga i Madurai, od południowego zachodu z dystryktem Dindigul, od zachodu z dystryktami Karur i Namakkal. Stolicą dystryktu Tiruchirapalli jest miasto Tiruchirapalli.